# Kirgizistan i olympiska vinterspelen 2010

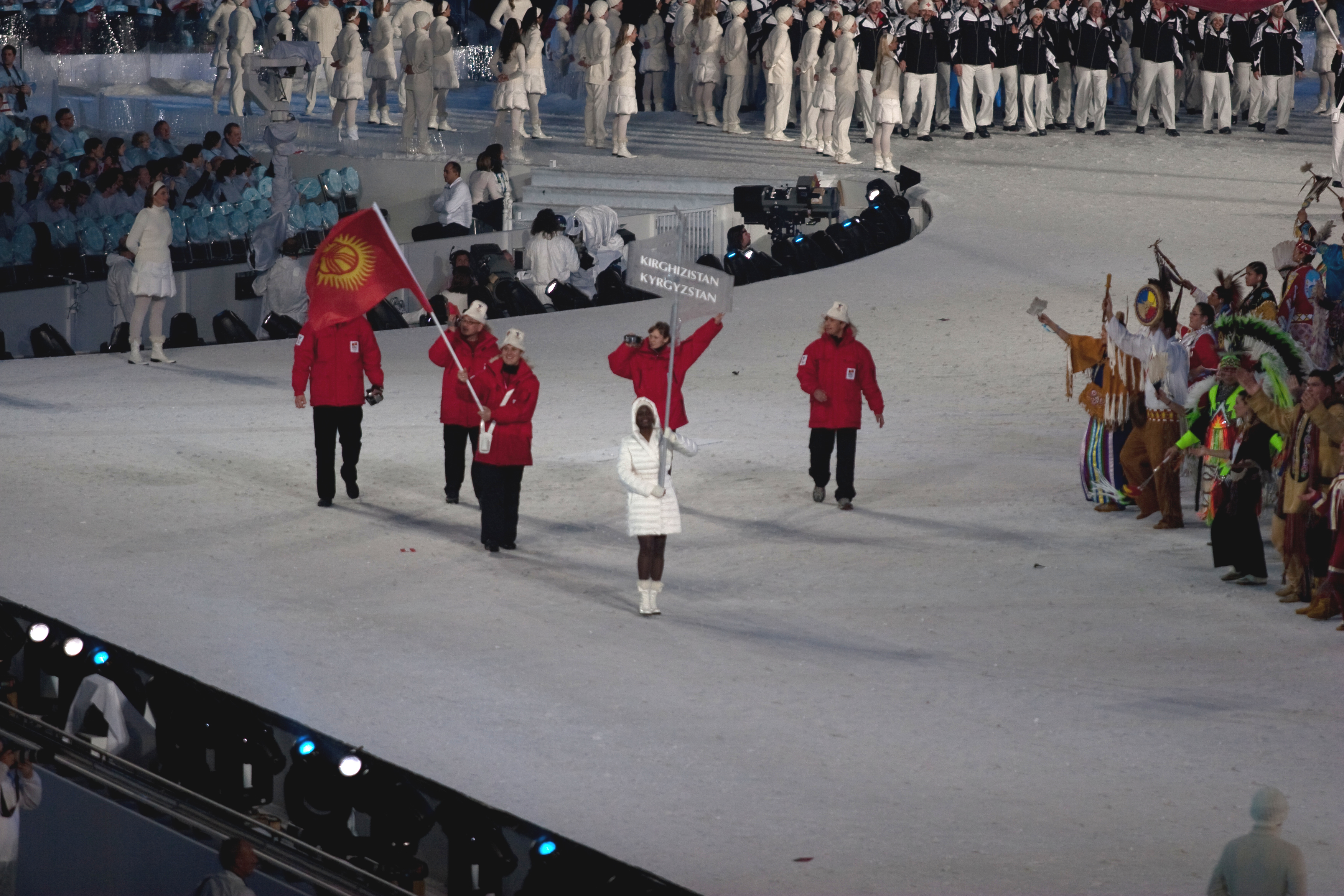
Kirgizistans delegation under öppningsceremonin.

Kirgizistan deltog vid de olympiska vinterspelen 2010 med en trupp bestående av två deltagare, vilka deltog i tre tävlingar i två grenar.

## Deltog i OS
| Namn             | Kön | Sport                         | Resultat |
| ---------------- | --- | ----------------------------- | -------- |
| Dmitri Trelevski | H   | Alpin skidåkning (storslalom) | 76       |
| Olga Resjetkova  | D   | Längdskidåkning (sprint)      | 54       |